# Meximieux
Meximieux est une commune française, située dans le département de l'Ain en région Auvergne-Rhône-Alpes et appartenant à l'aire urbaine de Lyon.
Ses habitants sont appelés les Meximiards et les Meximiardes.

## Géographie

### Situation
Meximieux se situe à 35 km au nord-est de Lyon, à 36 km au sud-sud-ouest de Bourg-en-Bresse et jouxtant la commune de Pérouges (classée parmi les Plus Beaux Villages de France). Aux portes de Lyon, la commune de Meximieux se positionne sur le relief de la côtière qui marque la fin du plateau de la Dombes, au contact avec la plaine de l'Ain (c’est une ville de la région lyonnaise). Sa situation lui a conféré jusqu’au XXe siècle un rôle de relais sur les routes allant de Lyon vers Genève (Suisse) ainsi que les frontières italienne ou allemande. Meximieux est également située à 13 km de Montluel et à une quinzaine de kilomètres de Lagnieu ou d'Ambérieu-en-Bugey. La localité est traversée par le Longevent.

### Climat
Pour des articles plus généraux, voir Climat d'Auvergne-Rhône-Alpes et Climat de l'Ain.
En 2010, le climat de la commune est de type climat océanique altéré, selon une étude du CNRS s'appuyant sur une série de données couvrant la période 1971-2000. En 2020, Météo-France publie une typologie des climats de la France métropolitaine dans laquelle la commune est dans une zone de transition entre le climat semi-continental et le climat de montagne et est dans la région climatique Bourgogne, vallée de la Saône, caractérisée par un bon ensoleillement (1 900 h/an), un été chaud (18,5 °C), un air sec au printemps et en été et des vents faibles.
Pour la période 1971-2000, la température annuelle moyenne est de 11,7 °C, avec une amplitude thermique annuelle de 18,1 °C. Le cumul annuel moyen de précipitations est de 1 052 mm, avec 11 jours de précipitations en janvier et 7,3 jours en juillet. Pour la période 1991-2020, la température moyenne annuelle observée sur la station météorologique de Météo-France la plus proche, « Ambérieu », sur la commune de Château-Gaillard à 11 km à vol d'oiseau, est de 11,9 °C et le cumul annuel moyen de précipitations est de 1 117,5 mm,. Pour l'avenir, les paramètres climatiques de la commune estimés pour 2050 selon différents scénarios d'émission de gaz à effet de serre sont consultables sur un site dédié publié par Météo-France en novembre 2022.

### Voies de communication et transports
Plusieurs routes permettent l'accès à la commune. La départementale 1084 en est la principale. Elle provient du sud-ouest depuis Rillieux-la-Pape, puis part en direction du nord-est vers Neuville-sur-Ain. La départementale D 22A arrive du nord depuis Bourg-en-Bresse, la départementale D4 de l'ouest depuis Saint-André-de-Corcy, et la départementale D65 du sud depuis Loyettes. L'autoroute A42 traverse le territoire communal (la sortie la plus proche est la sortie no 7 de Pérouges) et relie le centre de Lyon en une trentaine de minutes.
La gare de Meximieux - Pérouges sur la ligne de Lyon-Perrache à Genève (frontière), permet de rallier la gare de Lyon-Part-Dieu en une vingtaine de minutes.
La ligne de bus A32 dessert les villes entre Lyon et Bourg-en-Bresse ; la ligne de bus A11 dessert le PIPA (Parc industriel de la Plaine de l'Ain).
L'aéroport de Lyon-Saint-Exupéry et la Gare de Lyon-Saint-Exupéry TGV sont situés à 28 km de Meximieux via la départementale D 1084 (25 min en empruntant l'A42 et l'autoroute A432).
L'aérodrome de Pérouges - Meximieux est situé au sud-est de Pérouges à proximité de la sortie d’autoroute. Il est utilisé pour la pratique d’activités aéro-club (aviation légère).

## Urbanisme

### Typologie
Au 1er janvier 2024, Meximieux est catégorisée centre urbain intermédiaire, selon la nouvelle grille communale de densité à 7 niveaux définie par l'Insee en 2022.
Elle appartient à l'unité urbaine de Meximieux, une agglomération intra-départementale dont elle est ville-centre,. Par ailleurs la commune fait partie de l'aire d'attraction de Lyon, dont elle est une commune de la couronne,. Cette aire, qui regroupe 397 communes, est catégorisée dans les aires de 700 000 habitants ou plus (hors Paris),.

### Occupation des sols
L'occupation des sols de la commune, telle qu'elle ressort de la base de données européenne d’occupation biophysique des sols Corine Land Cover (CLC), est marquée par l'importance des territoires agricoles (61,5 % en 2018), en diminution par rapport à 1990 (69,2 %). La répartition détaillée en 2018 est la suivante : 
terres arables (41,6 %), zones urbanisées (20,5 %), zones agricoles hétérogènes (18,6 %), zones industrielles ou commerciales et réseaux de communication (9,1 %), forêts (8,7 %), prairies (1,3 %), eaux continentales (0,2 %).
L'évolution de l’occupation des sols de la commune et de ses infrastructures peut être observée sur les différentes représentations cartographiques du territoire : la carte de Cassini (XVIIIe siècle), la carte d'état-major (1820-1866) et les cartes ou photos aériennes de l'IGN pour la période actuelle (1950 à aujourd'hui).

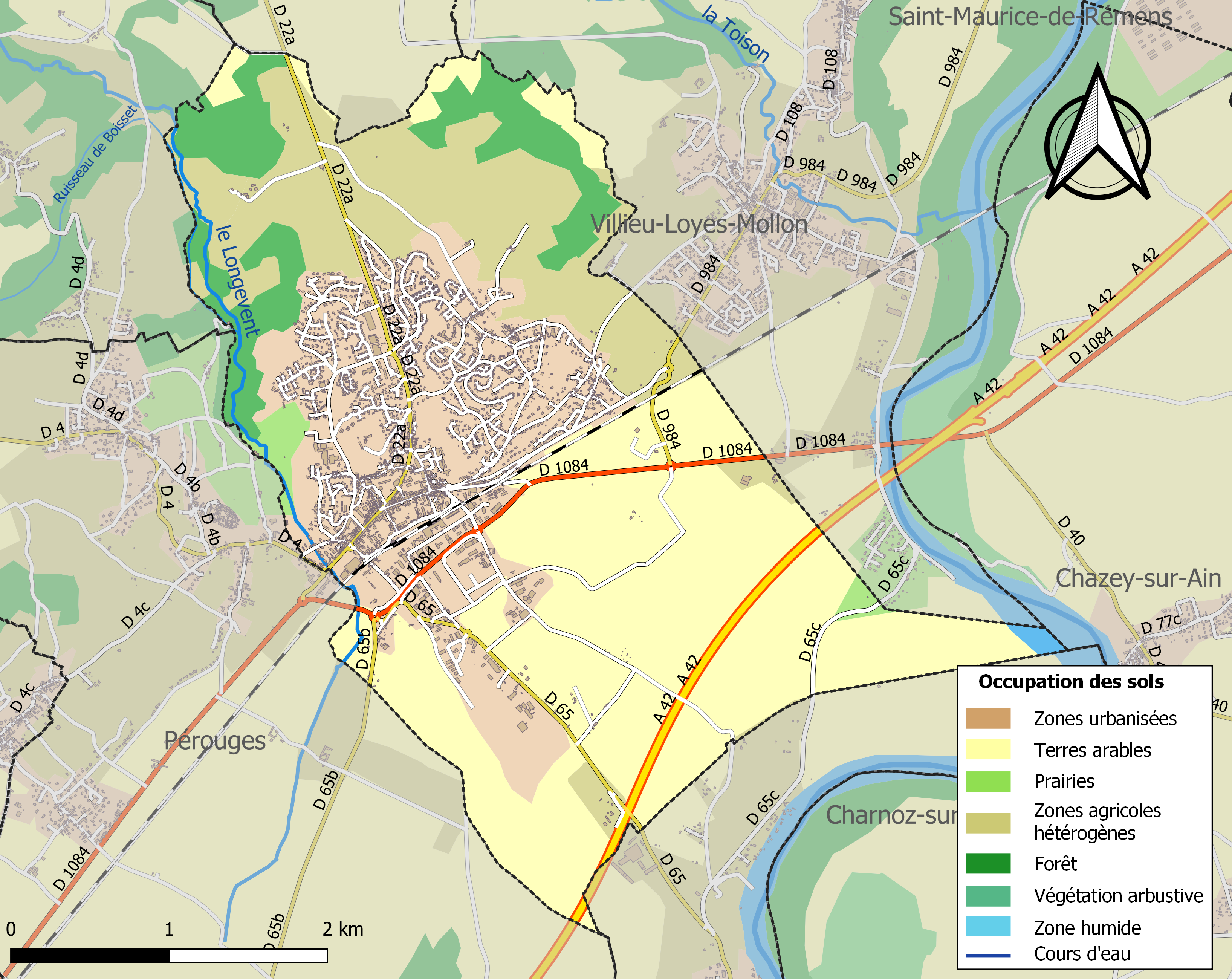
Carte des infrastructures et de l'occupation des sols de la commune en 2018 (CLC).

#### Quartiers et lieux-dits
- La Citadelle
- Le ruisseau
- La Bovagne
- Le clos St-Jean
- Le Fouilloux
- Les Galamières (cité EDF)
- La Côte
- Chavagneux
- Bressy
- Le Palais
- Les portes de la dombes
- Pivarel
- Les Combières
- Les Murgères
- Le Menel
- L'Aubepin
- Les Ollières
- Les Carronières

## Histoire

### Moyen Âge
Au Moyen Âge, le bourg de Meximieux s'abrite derrière une courtine à flanquements circulaires, dont il subsiste des débris.
Le bourg de Meximieux était possession de l'archevêque de Lyon de 1072 à 1270, date à laquelle Meximieux passe entre les mains du seigneur de Beaujeu puis du Dauphiné en 1327, enfin Meximieux fait partie de la Savoie à partir 1353, situation qui perdura plusieurs siècles. Pendant cette période prospère, elle acquiert une position de ville frontalière avec Pérouges. François (II) Mareschal, seigneur de Méximieux, obtient du duc de Savoie Charles III par lettres patentes du 14 août 1514 d'ériger Méximieux en baronnie,. Ambassadeur pour le duc en Italie, il profite de son statut pour obtenir du pape Léon X « l'érection de l'église de Saint-Apollinaire en collégiale, ainsi que la création d'un chapitre de chanoines à Meximieux (1515). »
À la fin du Moyen Âge, la ville est sur une zone de marche entre Dauphiné, France et Savoie. Cependant, les luttes entre souverains de France et de Savoie, conduisent à un accord en 1601 qui changea la destinée de la ville désormais française. C'est pendant cette période que naît Vaugelas. Sa vie entre Savoie et France est à l'image de sa ville natale.

### Renaissance
D'un point de vue historique, Meximieux appartenait à l'ancienne province de Bresse. Le traité de Lyon proposait d'échanger des territoires. La France cédait Châteaudauphin en Piémont à la Savoie. La Savoie cédait ses provinces occidentales de Bresse et du Bugey, difficiles à tenir en cas de conflit. Chacun s'assurant ainsi un territoire plus cohérent.

### Révolution française
Meximieux devint chef-lieu du canton éponyme. L'arrivée du chemin de fer en 1858 facilite les liaisons avec les autres points de la région.

### XXesiècle

#### Bataille de Meximieux
Lors de la Seconde Guerre mondiale, fin août-début septembre 1944, Meximieux est le théâtre d'une bataille à la suite d'une contre-offensive allemande. À ce titre, la commune de Meximieux est l'une des rares collectivités territoriales de France, elles seront 17 au total, à recevoir la médaille de la Résistance, attribuée le 22 septembre 1945. Le lieutenant-colonel Davison à la tête des troupes alliées, devint citoyen d'honneur de la ville.

#### Époque contemporaine
Dans les années 1970, la ville connait un accroissement de population avec l'implantation de la centrale nucléaire du Bugey à Saint-Vulbas. Les cadres et techniciens d'EDF sont logés dans deux cités construites au-dessus du quartier du Fouilloux, aux Galamières à Meximieux. La création en 1976 de la ZAC du PIPA (Parc industriel de la Plaine de l'Ain) implanté principalement sur la commune de Saint-Vulbas participe à l’essor de la population. Dans les années 1980 et 1990, la population continue de progresser avec le développement du transport ferroviaire et particulièrement de l'autoroute A42 (mise en service définitivement en 1987) qui facilitent l'accès à la métropole de Lyon avec sa forte concentration d’emplois.

## Toponymie
Meximieux tire son nom du propriétaire d'une ferme gallo-romaine : « Maximiacus »,.
La dernière consonne est rarement prononcée. Pour les noms multisyllabiques, « x » indique l’accentuation sur la dernière syllabe le différenciant avec le z final qui sert à marquer le paroxytonisme et ne devrait pas être prononcé dans en francoprovençal, la langue d'origine du pays.

## Politique et administration

### Administration territoriale
Meximieux est le chef-lieu du canton homonyme dans l'arrondissement de Bourg-en-Bresse.

### Administration municipale
Voici ci-dessous le partage des sièges au sein du conseil municipal de la commune :

### Liste des maires
| Période                                  | Période  | Identité                | Étiquette            | Qualité                                                                                |
| ---------------------------------------- | -------- | ----------------------- | -------------------- | -------------------------------------------------------------------------------------- |
| Les données manquantes sont à compléter. |          |                         |                      |                                                                                        |
| 1er février 1790                         | ?        | Claude-François Mazoyer |                      | avocat, député du Tiers-État à l'assemblée générale des trois ordres à Bourg-en-Bresse |
| 1820                                     | 1832     | Philibert Vézu          |                      |                                                                                        |
| 1848                                     | 1865     | Claude-Joseph Perrin    |                      |                                                                                        |
| 1886                                     | 1904     | Claude Comte            |                      |                                                                                        |
| 1919                                     | 1929     | Fernand Berthier        |                      |                                                                                        |
| 1950                                     | 1959     | Victor Fol              | DVD                  | Médecin - conseiller général (1951-1964)                                               |
| 1959                                     | 1971     | Jean-Claude Ronge       | SE                   | Négociant en vins - conseiller général (1964-1970)                                     |
| 1971                                     | 1977     | Marcel Bouchard         |                      |                                                                                        |
| 1977                                     | 1984     | Robert Goglu            | DVG                  |                                                                                        |
| 1984                                     | 1995     | Alain Cavet             | PS                   |                                                                                        |
| juin 1995                                | mai 2020 | Christian Bussy         | RPR puis UMP puis LR | Retraité fonction publique                                                             |
| mai 2020                                 | En cours | Jean-Luc Ramel          | DVD                  |                                                                                        |

## Population et société

### Démographie
L'évolution du nombre d'habitants est connue à travers les recensements de la population effectués dans la commune depuis 1793. Pour les communes de moins de 10 000 habitants, une enquête de recensement portant sur toute la population est réalisée tous les cinq ans, les populations de référence des années intermédiaires étant quant à elles estimées par interpolation ou extrapolation. Pour la commune, le premier recensement exhaustif entrant dans le cadre du nouveau dispositif a été réalisé en 2005.
En 2022, la commune comptait 8 198 habitants, en évolution de +6,9 % par rapport à 2016 (Ain : +5,15 %, France hors Mayotte : +2,11 %).
| 1793  | 1800  | 1806  | 1821  | 1831  | 1836  | 1841  | 1846  | 1851  |
| ----- | ----- | ----- | ----- | ----- | ----- | ----- | ----- | ----- |
| 1 565 | 1 691 | 1 805 | 1 765 | 1 997 | 2 065 | 2 086 | 2 286 | 2 473 |

| 1856  | 1861  | 1866  | 1872  | 1876  | 1881  | 1886  | 1891  | 1896  |
| ----- | ----- | ----- | ----- | ----- | ----- | ----- | ----- | ----- |
| 2 439 | 2 552 | 2 559 | 2 387 | 2 363 | 2 276 | 2 250 | 2 137 | 2 138 |

| 1901  | 1906  | 1911  | 1921  | 1926  | 1931  | 1936  | 1946  | 1954  |
| ----- | ----- | ----- | ----- | ----- | ----- | ----- | ----- | ----- |
| 2 340 | 2 104 | 1 858 | 1 796 | 1 895 | 2 037 | 2 044 | 2 089 | 2 132 |

| 1962  | 1968  | 1975  | 1982  | 1990  | 1999  | 2005  | 2006  | 2010  |
| ----- | ----- | ----- | ----- | ----- | ----- | ----- | ----- | ----- |
| 2 392 | 2 669 | 3 457 | 4 253 | 6 230 | 6 840 | 7 217 | 7 384 | 7 268 |

| 2015  | 2020  | 2022  | - | - | - | - | - | - |
| ----- | ----- | ----- | - | - | - | - | - | - |
| 7 655 | 7 998 | 8 198 | - | - | - | - | - | - |

#### Pyramide des âges
En 2021, le taux de personnes d'un âge inférieur à 30 ans s'élève à 37,6 %, soit au-dessus de la moyenne départementale (35,3 %). À l'inverse, le taux de personnes d'âge supérieur à 60 ans est de 23,1 % la même année, alors qu'il est de 24,3 % au niveau départemental.
En 2021, la commune comptait 3 861 hommes pour 4 224 femmes, soit un taux de 52,24 % de femmes, légèrement supérieur au taux départemental (50,65 %).
Les pyramides des âges de la commune et du département s'établissent comme suit :
| Hommes | Classe d’âge | Femmes |
| ------ | ------------ | ------ |
| 0,6    | 90 ou +      | 1,7    |
| 5,6    | 75-89 ans    | 8,8    |
| 14,3   | 60-74 ans    | 15,1   |
| 18,6   | 45-59 ans    | 18,9   |
| 20,5   | 30-44 ans    | 20,4   |
| 17,5   | 15-29 ans    | 16,0   |
| 22,9   | 0-14 ans     | 19,1   |

| Hommes | Classe d’âge | Femmes |
| ------ | ------------ | ------ |
| 0,6    | 90 ou +      | 1,6    |
| 6,3    | 75-89 ans    | 8,1    |
| 15,5   | 60-74 ans    | 16,2   |
| 21     | 45-59 ans    | 20,4   |
| 19,8   | 30-44 ans    | 19,8   |
| 16,4   | 15-29 ans    | 15     |
| 20,4   | 0-14 ans     | 18,9   |

### Jumelages
| La commune a développé une association de jumelage avec : - Denkendorf (Allemagne) depuis 1986, située dans le land de Bade-Wurtemberg. | \| Denkendorf Meximieux \| |
| Denkendorf Meximieux |                            |

### Enseignement
- École primaire de la Bovagne.
- École primaire du Menel.
- École primaire du Champ de foire.
- École Saint-Jean-Bosco .
- École Sainte-Blandine .
- Collège Claude-Favre-de-Vaugelas.
- Lycée général et technologique (ouverture programmée pour la rentrée 2027 avec une capacité de 1200 élèves).

### Santé
- Centre Hospitalier C.J. Ruivet qui dispose d’un service de médecine et de SMR ainsi que d’un SSIAD et d’un EHPAD.
- EHPAD La Rose D'or.
- Un nouvel hôpital est programmé pour 2030.

### Sports
Il existe divers clubs notamment en football, rugby, tennis, handball, judo, basket-ball ou encore pétanque, escrime. La ville possède trois terrains de football, deux terrains de rugby, deux gymnases, deux courts de tennis couverts, quatre cours découverts, plusieurs city stades, une salle de fitness, deux terrains de beach-volley, un boulodrome, une maison des arts martiaux…

## Économie
| Données 2018     | Meximieux | % de la population active de 15-64 ans | Moyenne des villes |
| ---------------- | --------- | -------------------------------------- | ------------------ |
| Actifs en emploi | 3 430     | 90,2 %                                 | 89,4 %             |
| Chômeurs         | 375       | 9,9 %                                  | 10,6 %             |
| Inactifs         | 1 017     | 12,7 %                                 | 13,9 %             |

## Culture et patrimoine

### Lieux et monuments

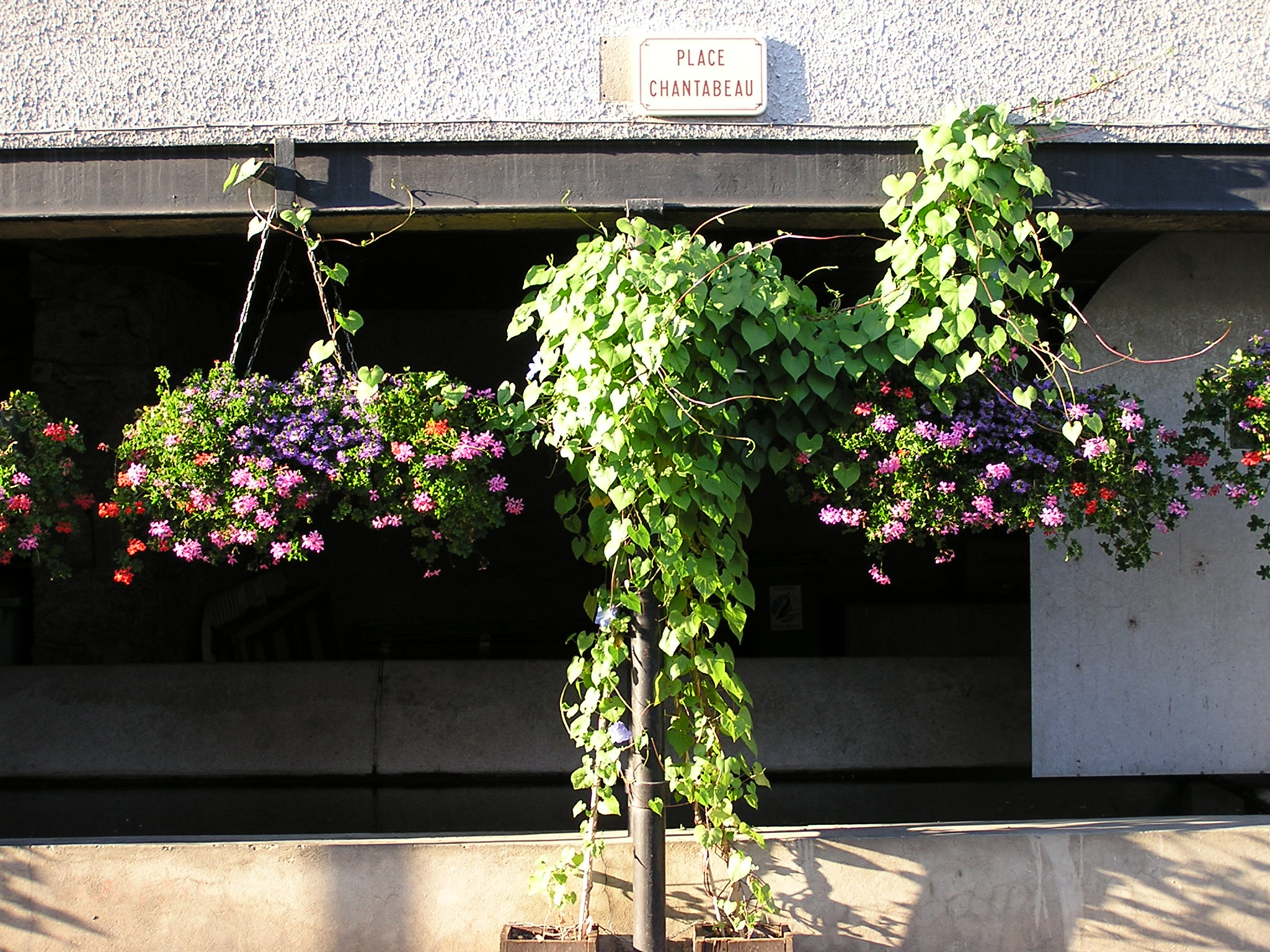
Un lavoir, place Chantabeau.

- Beffroi de l'ancienne mairie. Il se dresse en proue et divise la rue principale.
- Château de Meximieux : ancien château fort, fondé vers 1170 par l'archevêque de Lyon, et plusieurs fois remanié notamment aux XVIe et XVIIIe siècles[28] et reconstruit au XIXe siècle[29].
- Vestiges de courtines à flanquement circulaires de l'enceinte urbaine[28].
- Architecture minimaliste des cités EDF (1973).
- Architecture contemporaine : salle polyvalente et le gymnase.
- Église Saint-Apollinaire de Meximieux.
- Chapelle du petit séminaire de Meximieux.
- Mairie actuelle qui fut, jusqu'en 1968, le petit séminaire de Meximieux.

### Espaces verts et fleurissement
En 2014, la commune obtient le niveau « deux fleurs » au concours des villes et villages fleuris.

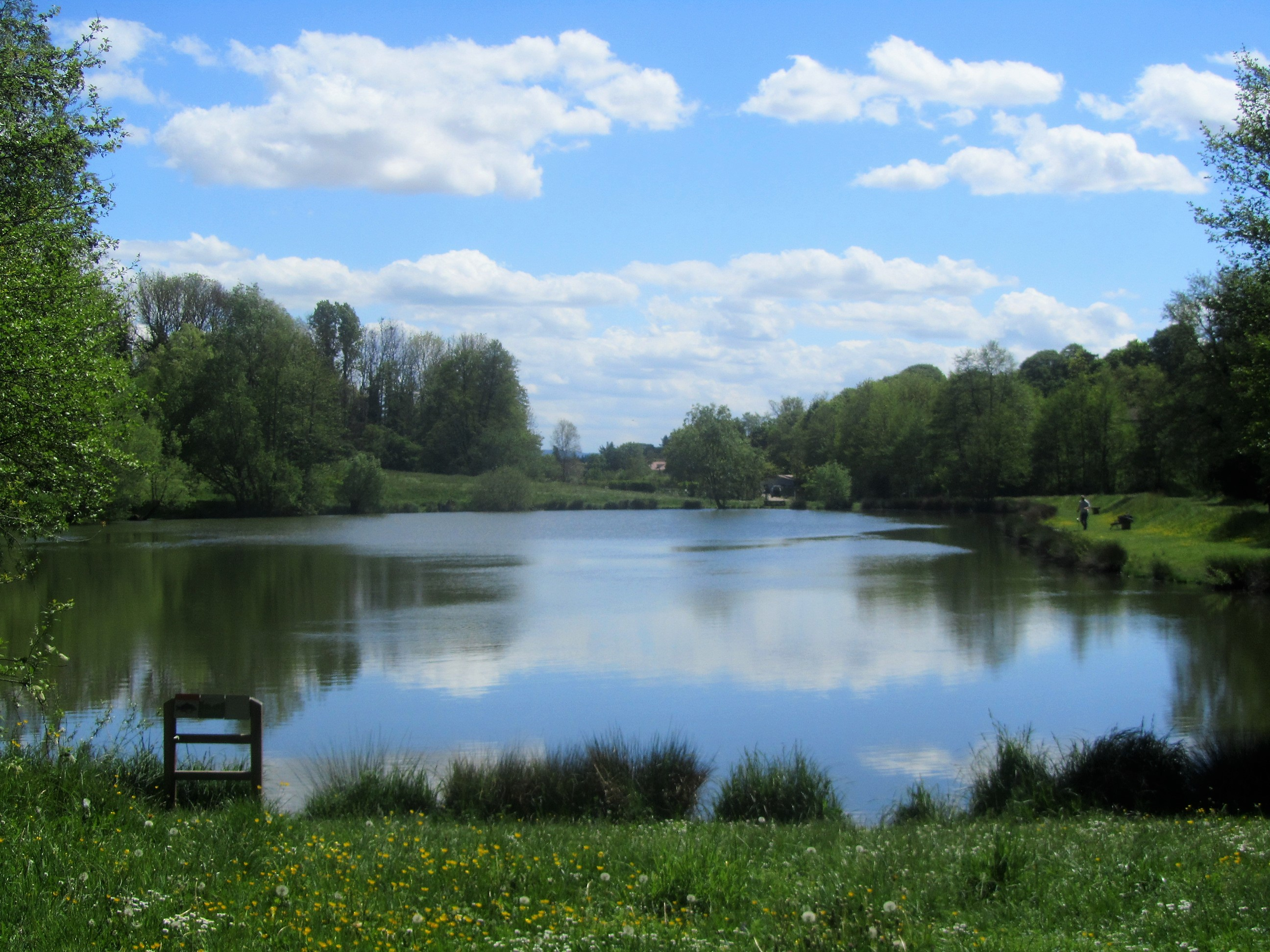
L'étang de l'Aubépin.

L’étang de l'Aubépin est situé sur la rive gauche du Longevent, qui sépare Meximieux de Pérouges, il a une superficie de 8 000 m2. Destiné à la pêche, c'est un but de promenade, au cœur d'un espace vert. Circuit des poissons jalonné de panneaux sur les habitants de l'étang.

### Personnalités liées à la commune
- Vincent Baron (1820-1892), sculpteur et comédien.
- Alphonse Bernoud (1820-1889), photographe, né dans la commune.
- Pierre Bertrand (1927-2018), joueur international de rugby à XV, né dans la commune.
- Claude Favre de Vaugelas (1585-1650), grammairien, né dans la commune.
- Paul Masson (cyclisme), cycliste, spécialiste de la piste. Triple champion olympique en 1896. Originaire de la ville. Sa femme, fille du maire de la ville y est inhumée.

### Héraldique
| Blason de Meximieux | Blason  | D'or à la bande de gueules accompagnées de six coquilles du même posées en orle.                         |
| Blason de Meximieux | Détails | Le blason est celui de la famille Mareschal, dont une branche a porté le titre de seigneur de Meximieux. |